# Toyota Production System
Toyota Production System (System Produkcyjny Toyoty, TPS) – zbiór technik i narzędzi zarządzania opracowanych po II wojnie światowej w japońskiej spółce Toyota Motor Company.
W oparciu o TPS rozwinęła się koncepcja lean management.

## Opis
TPS obejmuje szerokie zasady kultury przyjęte w tej firmie, a także sposób postrzegania świata i prowadzenia działalności. System koncentruje się na organizacji produkcji i logistyki, wliczając w to pozytywne relacje z dostawcami i klientami. TPS jest konglomeratem wielu technik, koncepcji i zasad mających na celu eliminację 3M (tj. muri – nadwyrężenie i trudności, mura – nieregularność, muda – marnotrawstwo). Opiera się na dwóch filarach: just-in-time oraz jidoka.
System produkcyjny Toyoty ma swe zastosowanie w kaizen jako punkt kontrolny do pomocy pracownikom i kierownictwu w identyfikowaniu obszarów wymagających doskonalenia. Jest to system, który używa podejścia PDCA (z ang. Plan-Do-Check-Act, co znaczy Planuj-Wykonaj-Sprawdź-Działaj, inaczej Cykl Deminga), by włączyć każdego pracownika organizacji do rozwiązywania problemów i poprawy jakości, bezpieczeństwa oraz zmniejszania kosztów. Stąd też często mówi się o TPS jako systemie ludzi myślących (z ang. Thinking People System). Zasady leżące u podłoża TPS znajdą swe odbicie w The Toyota Way, dzięki którym firma została uznana za światowego lidera w produkcji samochodowej.

## Cele

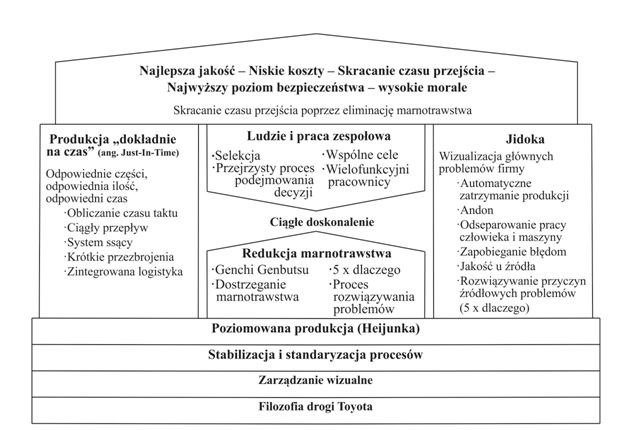
Dom Toyoty

System TPS często przedstawiany jest w postaci domu, w którym fundament stanowią: zarządzanie wizualne, stabilne i standaryzowane procesy oraz poziomowana produkcja zwana heijunką. Filary domu Toyoty to produkcja na czas (ang. Just-in-Time) oraz jidoka (autonomizacja). Wnętrze domu stanowi ciągłe doskonalenie (jap. kaizen).
Na samej górze domu Toyoty przedstawione są główne cele TPS:
- skrócenie cyklu produkcyjnego przez udrożnienie przepływu materiału produkcyjnego w całym procesie wytwarzania,
- maksymalizacja produktywności poprzez wytworzenie większej ilości wyrobów, przy zużyciu mniejszej ilości czasu, materiałów, powierzchni, pracy ludzkiej, kapitału i innych zasobów,
- projektowanie procesu produkcyjnego, który jest w stanie dostarczać wymagane rezultaty w sposób płynny i elastyczny,
- eliminacja marnotrawstwa (muda), czyli wszystkich czynności nie dodających wartości dla klienta.

Wszelkie działania optymalizujące mają przełożyć się na realizację celów.

## Rodzaje marnotrawstwa
Twórca Systemu Produkcyjnego Toyoty, Taiichi Ōno wskazał siedem rodzajów mudy, typowych dla firmy produkcyjnej:
- nadprodukcja
- zapasy
- błędy i wady jakościowe
- oczekiwanie
- nadmierne przetwarzanie
- zbędny transport
- zbędny ruch

## Historia
Rodowód TPS sięga najlepszych doświadczeń i praktyk produkcyjnych z początku XX wieku. Twórcą systemu produkcji Toyoty był Sakichi Toyoda, jego syn Kiichiro Toyoda oraz inżynier produkcyjny Taiichi Ōno. Sakichi Toyoda był wynalazcą krosien z napędem silnikowym, które następnie wykorzystywane były w Toyota Group, działającej wówczas w branży tekstylnej. To właśnie wśród jego wynalazków (1902 r.) znalazł się specjalny mechanizm do automatycznego zatrzymywania krosna w przypadku zerwania się nitki, który później wyewoluował w szerszy system stanowiący jeden z dwóch filarów systemu produkcji Toyoty, nazwany jidoka (automatyzacja z ludzkim rysem, co oznacza w istocie wbudowywanie jakości w produkcję, czyli „błędoodporność”). Jego wynalazek otworzył drogę do zautomatyzowania pracy, gdzie jeden operator mógł obsługiwać w jednym czasie nawet kilka krosien naraz. Tym samym zrewolucjonizował on dotychczasowy system produkcyjny, przez co zredukował defekty wynikające z ludzkich błędów i podniósł wydajność produkcyjną. Stosowanie maszyn z czujnikiem wykrywania błędów stało się kluczowym elementem systemu produkcyjnego Toyoty.
W 1929 roku za namową ojca Kiichiro Toyoda wyjechał do Stanów Zjednoczonych – oficjalnie z rutynową misją handlową, faktycznie – aby zwiedzić tamtejsze fabryki. Wybór padł na branżę motoryzacyjną przeżywającą od początku XX wieku dynamiczny rozwój.  Był zachwycony systemem produkcyjnym Forda, który funkcjonował na zasadzie przenośnika taśmowego. Toyoda  zdecydował się spróbować wdrożyć ten system do wówczas niewielkiego jeszcze japońskiego rynku motoryzacyjnego. W 1930 r. Toyota Group przekwalifikowywała więc swoją produkcję na przemysł samochodowy, co miałoby pozwolić pomnożyć pieniądze zarobione przez rodzinę w czasie boomu na tekstylia podczas I wojny światowej. Rozwiązanie to miało zapoczątkować w Japonii proces produkcji seryjnej. Produkcja i transport odbywały się jednocześnie, w synchronizowanym ciągu produkcyjnym.
Tymczasem Kiichiro Toyoda rozpoczął prace przygotowawcze do produkcji w systemie Just In Time (czyli dokładnie na czas), który stworzony w celu osiągnięcia możliwie najlepszej jakości, niskich kosztów oraz dostaw produktów poprzez wyeliminowanie wszelkich rodzajów marnotrawstwa w procesach firmy, mógłby realizować zapotrzebowanie klientów. Jedną z bardzo ważnych i przełomowych w jego idei okazała się koncepcja „systemu ciągnięcia”, czyli produkcja Pull stosowana w amerykańskich supermarketach. Człowiekiem, który w znacznym stopniu wpłynął na rozwój tej koncepcji i struktury produkcyjnej systemu Toyoty był Taiichi Ōno. W 1956 r., podczas wizyty w Stanach Zjednoczonych zwrócił uwagę na sieć samoobsługowych supermarketów Piggly Wiggly. Japonia nie miała wówczas wielu samoobsługowych sklepów, tym bardziej na Ōno zrobiło to ogromne wrażenie. Był zdumiony systemem sprzedaży, który umożliwiał klientowi całkowitą swobodę oraz wygodę wyboru towaru. Sieć dystrybucji, zaopatrująca supermarkety w towar była płynnie zorganizowana, a jednocześnie charakteryzowała się prostotą i wydajnością.
W późniejszych latach Ōno dużo pracował nad udoskonaleniem systemu produkcyjnego Toyoty, przyrównując go do amerykańskiego supermarketu. Ustalił, że podobnie jak klient w supermarkecie, tak każda linia produkcyjna posiada odmienne dane wyjściowe oraz określony cel i zadania, do wykonania których potrzebuje komponentów. Taka linia stała się więc z jednej strony „klientem” dla działającej niżej linii, a jednocześnie pewnego rodzaju „supermarketem” dla następnej linii. Ten format wytwarzania, był określony mianem produkcji Pull („ciągnionej”) i stał się jednym z podstawowych wymagań systemu produkcyjnego Just In Time. W procesie tym wytwarza się tylko tyle wyrobów ile może być wykorzystane przez proces następny, co z kolei pozwoliło na redukcję nadprodukcji. To kontrastowało z konwencjonalnym systemem ciągnięcia, który z determinacją dążył do celu przez dane wyjściowe poprzedniej linii. Ōno rozwinął kilka narzędzi dla obsługiwania tego formatu produkcyjnego w usystematyzowanej strukturze. Jednym z takich narzędzi jest system kanban, który przekazywał informacje w ramach i między procesami na kartach poleceń.
Ważną rolę w powstaniu TPS odegrał amerykański program Training Within Industry. Program TWI był wdrażany w Japonii po zakończeniu II wojny światowej w ramach programu wsparcia powojennej odbudowy gospodarki tego kraju. Toyota była jedną z pierwszych japońskich firm, które zaadaptowały TWI.
Dzięki TPS Toyota stała się jedną z ikon we współczesnym zarządzaniu. 

## Filozofia
Dalekosiężna koncepcja
- Opierać decyzje w zarządzaniu na dalekosiężnej koncepcji – nawet kosztem krótkoterminowych wyników finansowych.

Odpowiedni proces prowadzi do odpowiednich wyników
- Stworzyć ciągły i płynny proces ujawniania problemów.
- Wykorzystać proces „ciągnięcia” aby uniknąć nadprodukcji.
- Wyrównywać obciążenie pracą (heijunka). Praca jak żółw lądowy, nie zając.
- Stworzyć kulturę przerywania procesów w celu rozwiązywania problemów, by od razu uzyskiwać właściwą jakość.
- Standardowe zadania są podstawą poprawy i upełnomocnienia pracowników.
- Stosować kontrolę wizualną, tak aby żaden problem nie pozostał w ukryciu.
- Stosować wyłącznie niezawodną, gruntowanie sprawdzoną technologię służącą pracownikom i procesom.

Wzbogacać organizację, dbając o rozwój własnych ludzi i partnerów
- Wychowywać liderów, którzy gruntownie rozumieją pracę, żyją ogólną koncepcją firmy i nauczają innych.
- Wykształcić wyjątkowych ludzi i zespoły realizujące ogólną koncepcję firmy.
- Szanować szeroką sieć partnerów i dostawców, rzucając im wyzwania i pomagając im w doskonaleniu się.

Stałe rozwiązywanie fundamentalnych problemów jest siłą napędową uczenia się w organizacji
- Angażować się osobiście, aby gruntownie zrozumieć sytuację (genchi genbutsu).
- Podejmować decyzje powoli, w drodze konsensusu i starannie rozważając wszystkie możliwości; szybko wdrażać decyzje (Nemawashi).
- Zostać organizacją uczącą się dzięki niestrudzonej refleksji (hansei) i ciągłej poprawie (Kaizen).

TPS został porównany do wyciskania wody z suchego ręcznika. Oznacza to, iż zastosowanie TPS w przedsiębiorstwie ma służyć zwiększeniu efektywności przez ciągłą eliminację szeroko rozumianego marnotrawstwa. Utożsamiane jest ono ze wszystkim, co pochłania zasoby, a nie tworzy wartości, co w efekcie powoduje spowolnienie procesu produkcyjnego oraz zwiększenie kosztów.
Siłą napędową sukcesów firmy motoryzacyjnej Toyota jest również umiejętne równoważenie roli ludzi w kulturze organizacji, która oczekuje od nich ciągłej poprawy i nagradzania ją, z systemem technicznym ukierunkowanym na „przepływ” tworzący bardzo wysoką wartość dodaną.